# 维克托·加西亚
维克托·加西亚（西班牙語：Víctor García，1950年9月23日—），古巴男子排球运动员。他曾代表古巴参加1976年和1980年夏季奥林匹克运动会排球比赛，其中1976年奥运会获得一枚铜牌。